# Camiel Baeck
Camiel Baeck (Opdorp, 8 januari 1905 - Buenos Aires, 19 mei 1965) was een Belgisch Vlaams-nationalistisch politicus voor het VNV.

## Levensloop
Baeck groeide op in het gezin van een spoorwegbediende en liep school aan het college te Dendermonde. Vervolgens was hij werkzaam in uiteenlopende functies: Zo was hij onder meer werkzaam als (waarnemend) gemeentesecretaris te Kraainem, boekhouder bij een Brusselse brouwerij en accountant in de beurswereld. Voorts was hij werkzaam als bediende bij een slachthuis te Anderlecht en bij de gerechtelijke politie van Brussel. Eerst vestigde hij zich te Jette en omstreeks maart 1933 verhuisde hij naar Mechelen.
Vanaf 1936 nam hij de functie van gewestleider en (plaatsvervangend) arrondissementleider op binnen het VNV. Bij de gemeenteraadsverkiezingen van 1938 werd hij verkozen vanop de 13e plaats op de concentratielijst 'Volkse Concentratie voor Gemeentelijke Belangen op Christelijke Grondslag' (KVV, VNV & Rex). Bij de Duitse inval vlucht hij aanvankelijk weg met zijn gezin, maar keert al snel terug. Vervolgens kiest hij al van bij de aanvang van de bezetting radicaal de kant van de bezetter. Zo riep hij onder meer VNV-leden op om tijdens de eerste gemeenteraadszitting in augustus 1940 de socialistische raadsleden met verbaal geweld te intimideren en orkestreerde hij een lastercampagne ten overstaan van burgemeester Karel Dessain (deze werd beschuldigd van smokkel in voedingswaren).
Op 3 juli 1941 volgde hij naar aanleiding van de door de Duitsers ingestelde (en door de  secretaris-generaal van het Ministerie van Binnenlandse Zaken en Volksgezondheid Gérard Romsée gesteunde) ouderdomsverordening (überalterungsverordnung) van 7 maart 1941 Dessain op als burgemeester. Kort daaraan voorafgaand bezegelde hij de lokale fusie van zijn VNV met het Verdinaso en Rex. Deze gebeurtenissen gaven aanleiding tot een grote viering op 28 juli 1941 in de Stadsschouwburg. De feestrede werd hierbij gehouden door Bert Meuris (leider van de Militaire Organisatie verbonden aan het VNV). Vanaf oktober van dat jaar beschikte Baeck tevens over een meerderheid in het schepencollege (Twee katholieken - Cyriel Neefs en Frans Van de Werf - bleven op post, aangevuld met drie VNV-ers, met name Albert De Poortere, Hendrik Baetens en De Wit).
Baeck geldt als een van de meest radicale oorlogsburgemeesters. Zo steunde hij openlijk de verplichte tewerkstelling in Duitsland (Arbeitseinsatz, zo liet hij bv. voedselzegels voor onderduikers inhouden) en de werving voor het Oostfront en had hij (intensieve) en veelvuldige contacten met zowel de Duitse feldgendarmerie als de werbestelle. Daarnaast beheerde hij actief lijsten met onder meer 'politieke tegenstanders', 'eigenaars van (illegale) radiotoestellen' en 'ongure elementen' en liet hij (na een granaataanslag op zijn wagen) het Mechelse politiekorps gevoelig uitbreiden (waarbij hij op actieve wijze trachtte VNV-leden aan te werven). Op het vlak van de voedselvoorziening (op stedelijk niveau) gaf hij het lokale voorrang op het algemeen belang. Zo verbood hij de export van Mechelse groenten en fruit.
Als burgemeester kon Baeck op weinig draagvlak rekenen, ook niet binnen de eigen (eenheids-)beweging. Zo werd er tegen hem (op basis van anonieme klachten, die vermoedelijk werden gelanceerd vanuit de eigen gemeentelijke administratie) door de provinciale overheid een onderzoek gestart met betrekking tot onder meer financiële fraude en onrechtmatige benoemingen/ontslagen. Het kwam daarbij zelfs zover dat oorlogsgouverneur en partijgenoot Frans Wildiers zijn grieven met betrekking tot Baeck overmaakte aan VNV-algemeen secretaris Ernest Van den Berghe en secretaris-generaal Romsée. Hierop volgend werd een nieuw tuchtonderzoek gestart, dat evenwel door de Duitse kreiskommandantur overgenomen en vervolgens geseponeerd werd.
Twee dagen voor de bevrijding van Mechelen, op 4 september 1944, ontvluchtte Baeck, De Poortere en De Wit de stad. Op 27 juni 1946 werd Baeck door de Krijgsraad van Mechelen bij verstek ter dood veroordeeld voor verklikking en politieke collaboratie. Ook kreeg hij een geldboete opgelegd van 5 miljoen Belgische frank. 27 getuigen bevestigden de beschuldigingen. In september 1947 werd hij (bij toeval) aangehouden te Barcelona, maar werd evenwel door het franquistische Spanje niet uitgeleverd. Na een kort verblijf in een Spaans klooster emigreerde hij vervolgens naar Argentinië. Zijn vrouw en negen kinderen volgden in april 1948. Aldaar was hij te Buenos Aires tot aan zijn dood actief als zelfstandig bedrijfsconsulent.
Baeck werd opgevolgd als burgemeester door Dessain, die een coalitie van katholieken, liberalen en socialisten op de been bracht. Dessain overleed evenwel een dag na zijn aanstelling, waarna Cyriel Neefs werd aangesteld als dienstdoend burgemeester.